# Alamar (Cuba)
Alamar es una zona o barrio ubicado dentro de La Habana (Cuba) parte del municipio La Habana del Este. Esta zona es principalmente una construcción prefabricada de arquitectura de estilo soviético. Por ello, el poeta cubano Juan Carlos Flores lo ha descrito como "El Corazón del Barrio Ruso".  

## Alamar en la etapa colonial
No hay hallazgo arqueológico ni crónicas de los conquistadores que señalen a la zona que actualmente ocupa Alamar como sitio de hábitat de los aborígenes indocubanos. Sin embargo, sí habitaron la zona que hoy se conoce como Colina de Villa Real y que política y administrativamente le pertenece. Allí, en las “Cuevas de la Santa y la Virgen” se han hallado restos de los grupos pre-agroalfareros y agroalfareros. 
Esta región al este de La Habana, en su origen estaba poblada de tupidos bosques, los que serían sometidos a una tala tan indiscriminada, que en 1775 el gobernador y capitán general de la Isla, Don Felipe Fonsdeviela y Ondeano, Marqués de la Torre, tendría que emitir una orden para prohibirlo, de lo que tenemos constancia en documentos de la época, dicho Capitán General desde su llegada a Cuba reconoció el estado deplorable en que se encontraba.  Al parecer, su orden de prohibición de la tala en esta zona resultó tardía. 
También por esta zona pasaron los ingleses durante la conocida Toma de La Habana, ocurrida en 1762, ya que existen anotaciones en sus “libros de bitácora”, relacionadas con los desembarcos producidos por tierra, pues era costumbre que los marinos, en sus respectivas guardias, registraran todos los datos de lo que acontecía. Pero aún esta zona no se llamaba Alamar. 
Durante muchos siglos fue una zona poco habitada debido a las altas dificultades para su acceso y por lo escabroso de su terreno y flora costera.

## En elsigloXXantes de su urbanización
La mayor parte del territorio que hoy conocemos por Alamar correspondía hasta finales de la década del 50 a la finca “La Noria”, propiedad de la familia Velazco, terrateniente que poseía un gran latifundio desde el Morro hasta Bacuranao y en profundidad hasta Barreras. 
Otras fincas, propiedades de los Velazco y arrendadas a otras personas completaron el territorio entre ellos. Los Hernández eran los arrendatarios de los terrenos que bordeaban la Vía Blanca hasta Cojímar, abarcaban la cima de la loma que hoy conocemos por El Mirador. Esta finca se dedicaba en lo general a la cría de ganado vacuno lechero y en “La Noria” también había un picadero de caballo, como restos de sus fincas aún se conservan una casa de tejas y una torre cercana a la avenida Neptuno. 

## Origen de su nombre
Aunque hoy Alamar está ligado a cascos blancos, picos y palas de constructores proletarios, el origen de su nombre dista mucho de esa realidad socialista, y, por el contrario, está ligado a un representante de la burguesía criolla. Guillermo Alamilla Gutiérrez, propulsor de la primera urbanización de la zona, da nombre al reparto utilizando las dos primeras sílabas de su primer apellido y la primera de su esposa Margarita, en otras versiones se comenta que nunca se casó. Otra versión comenta que fue el nombre de su madre, María, la implicada. La unión ALAmilla + MARía: ALAMAR. De cualquier manera, ambas coinciden en las letras. 
El Dr. Alamilla era médico cirujano y oftalmólogo graduado de la Universidad de La Habana en 1927, natural de Marianao, donde nació el 31 de enero de 1904. Fungió como oftalmólogo y profesor. Tenía un gran capital financiero y se convirtió en una de las primeras figuras del jugoso negocio de la urbanización de La Habana del Este, conjuntamente con los Velazco, Pedro Gran Triana y otros. Fue presidente del residencial Alamar. 

## Fundación y primera urbanización
Las urbanizaciones de Alamar, en el gigantesco plan burgués de la Ciudad de La Habana del Este, se ubican como nueva urbe que se construía en las tierras al este de la Bahía de La Habana, unida a la vieja Capital por el túnel bajo la bahía, el cual posibilitaría una rápida comunicación y revalorizaría los terrenos de la región. El 7 de marzo de 1956 el ayuntamiento de Guanabacoa aprueba los planos y memoria de la sección de Alamar El Olimpo a favor de la residencia Alamar S.A. de Guillermo Alamilla Gutiérrez y otros, de igual forma, el ayuntamiento aprobaría el 26 de junio de 1957, el llamado Costa Azul de Alamar, ambos pertenecientes a la Territorial Alturas del Olimpo S.A. 
Después de sucesivos cambios, modificaciones y ampliaciones, Alamilla presentó al ayuntamiento el 5 de abril de 1958 un proyecto de reglamento urbanístico que garantizaba a la burguesía y a la aristocracia obrera de la exclusividad del Reparto. Las oficinas de urbanización y ventas de terreno, estaban situadas en el edificio Hoster, 2.º piso en La Habana, y en Alamar se situó una especie de almacenes y bachiplán que constituyeron el verdadero centro de urbanización y se le conocía como Batey de Alamilla en el lugar que hoy ocupa el parque “Hanoi”. La sección Alamar “El Olimpo”, que corresponde con el actual consejo popular Alturas de Alamar, fue la primera en urbanizarse, originalmente la entrada se situó donde se encuentra el tanque del agua, y más tarde para el actual servicentro. 
Después se urbanizó el Residencial Alamar, hacia el centro y finalmente, la llamada Costa Azul de Alamar. En total se urbanizaron 36 caballerías, desde río Cojímar hasta la Avenida “La Noria”, es decir, donde se encuentran las numeradas de la I hasta la II. Alamar se parceló con precios oscilantes entre 6 y 15 pesos la vara cuadrada, pagando una entrada y el resto en 60 meses sin interés. Se construyen las calles con rajón del propio sitio, aceras, cunetas, cunetillas y redes técnicas, es decir, la infraestructura urbana. De la electrificación se encargarían la compañía eléctrica de La Habana del Este y del abasto de agua el acueducto propio. El Triunfo de la Revolución del 1 de enero de 1959, encontró a Alamar con la infraestructura urbana creada, pero con muy pocas casas construidas, por dos motivos:  
1. Los compradores de las parcelas habían esperado a la construcción del túnel para construir o revender las mismas, a fin de reproducir el dinero.
2. Otros se marcharon y abandonaron el país a raíz del triunfo de la Revolución.

## Alamar en los primeros años después del triunfo de la Revolución
Entre 1959-1970, algunas personas que habían adquirido terrenos en Alamar construyeron casas, en total 31, aisladas entre sí, 14 de ellas en El Mirador. Sus habitantes eran fundamentalmente empleados bancarios, de oficinas, su extracción social era de la pequeña burguesía, o clase media, parte de los cuales abandonaron el país en los años siguientes al golpe revolucionario. El gobierno cubano, posteriormente, fue entregando esas casas a personas necesitadas. 
A principios de la Revolución se construyó el restaurante “El Golfito”, el servicentro y otras instalaciones. Entre 1961 y 1963 se construyeron en la costa azul de Alamar 401 casitas de modesto tamaño. Estas casas fueron proyectadas para obreros de la construcción y hasta 5 familias de ese sector llegaron a mudarse, pero después se designaron para técnicos extranjeros. En 1969 se traslada para el reparto Alamar, la escuela secundaria básica con régimen interno “Luis A. Turcios Lima”. Ocupando algunas casitas, después se trasladaría en 1971 para el Plan C, Los Comités de Defensa de la Revolución (CDR) y la Federación de Mujeres Cubanas (FMC) surgen el Alamar en 1963. Una posta médica y una farmacia eran los únicos centros asistenciales de aquel entonces. Durante la Crisis de los misiles, el reparto fue utilizado como campo de tiro y se instalaron unidades de combate. Las costas alamareñas fueron objeto de salidas ilegales del país, infiltraciones enemigas y fechorías. 
Alamar hasta 1970 fue una zona residencial de 3 repartos abandonados y casi olvidados en su historia, en lo adelante sería una ciudad de nuevo tipo. 

## El movimiento de microbrigadas y el plan Alamar

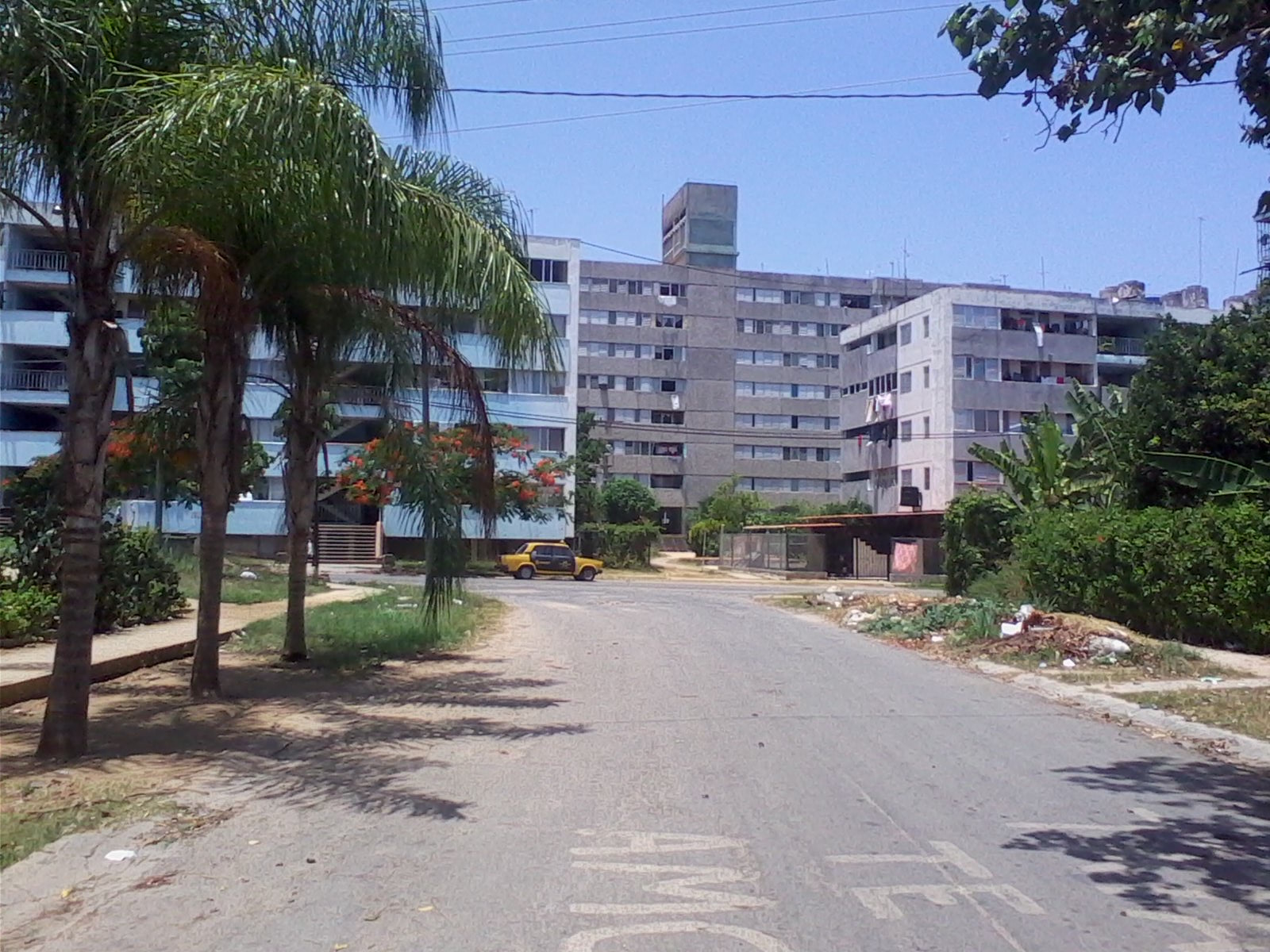
Edificios de modelo soviético abundantes en Alamar

Fue en diciembre de 1970, en una conversación sostenida por Fidel Castro con Máximo Andión, administrador de la fábrica metalúrgica Vanguardia Socialista, que este le manifiesta al Comandante de la Revolución, la inquietud de los obreros por la necesidad de viviendas. De aquel diálogo surgió la idea de solucionar el problema de la vivienda por los propios obreros. Fidel propuso echar a andar la idea en una zona del litoral de la región de Guanabacoa, se trataba de Alamar y el director sería el propio Máximo Andión. El 17 de febrero de 1971 se funda oficialmente el Plan de Alamar y ello marca el inicio de la segunda urbanización. El movimiento de microbrigadas tomó el nombre de “Tupamaros” como el movimiento antifascista de Uruguay. Los primeros centros en construir microbrigadas fueron Vanguardia Socialista, Planta Miguel Saavedra, refinería “Ñico López”, Plásticos Habana y otros. Las brigadas estaban compuestas por treinta y cuatro hombres: ocho para las obras sociales previstas, veintiséis para la construcción de los edificios por sí mismos. 
Era 1971 y Cuba padecía graves problemas de vivienda. Alamar fue elegida para albergar a miles de trabajadores. El plan sería ambicioso. Esta se convertiría en la ciudad ideal para el «hombre nuevo» de la Revolución. La ciudad sería construida por sus propios moradores. Cada vivienda se asignaría en asambleas teniendo en cuenta, primero, los méritos y, luego, la necesidad. 
El 18 de febrero de 1971 Documento constitutivo: Reseña del acto de fundación del "Plan Alamar" de construcciones de viviendas populares por el método de "MicroBrigadas". Día en que se iniciaron las obras del primer Edificio Multifamiliar. Algunos de los modelos de edificios en Alamar, fueron traídos de los antiguos países socialistas en Europa Oriental, y se realizaron tal y como se explicaba en los planos. 
En 1972, construían ya 72 microbrigadas y al año siguiente sobrepasaban la cifra de 100, con alrededor de 3 mil microbrigadistas. Las escuelas Alamar 1 y 2, comenzaron a construirse prácticamente de forma simultánea. La primera en terminarse y comenzar a funcionar fue Alamar 1, denominada a partir de entonces “Tupacamaru”, pero oficialmente se inauguró antes, Alamar 2 a cuyo acto de inauguración en 1972, asistió el presidente chileno Salvador Allende, y eso motivó que a su caída en combate un año después, se le pusiera su nombre. El primer círculo infantil fue el “Hanoi”, y que hoy es un parque que mantiene su nombre, no obstante, el primer edificio construido expresamente para círculo fue la América Latina. Para los abastecimientos de los nuevos pobladores se habilitó el supermercado provisional no. 1, en la zona 1, con carácter temporal, pero que ha perdurado hasta nuestros días. 
En 1972 se inauguró el primer edificio para centro comercial conocido como Falcón por el apellido de su primer administrador. Casi al mismo tiempo se inauguró la fábrica de toallas, hoy textilera. Fidel Castro visitaba prácticamente a diario el plan, en ocasiones dos y tres veces al día, hablaba con los dirigentes, los trabajadores y los vecinos. También visitaban Alamar delegaciones extranjeras. 
Alamar fue centro de experimentación docente y por ello se establecieron filiales de las escuelas de arquitectura e ingeniería civil. 

Ya en 1975 Alamar contaba con 6 escuelas seminternado, 8 círculos infantiles, 3 centros comerciales, 1 mueblería, 1 fábrica de confecciones textiles, 1 policlínico, 1 cine, 1 anfiteatro, 1 piscina olímpica, 10 terrenos de voleibol, 1 escuela taller, 1 terminal de ómnibus, 1 bar-restaurante, 1 planta de tratamiento de agua, 1 unidad docente y otras 3 fábricas. Se construyeron 4 edificios de 12 plantas y uno de 18 plantas más tarde. En una de sus visitas, Fidel Castro dijo: 
«Como ustedes ven, la concepción de esta urbanización implica la solución de todos los problemas sociales de la comunidad. Los vecinos tienen la escuela cerca, el círculo infantil está cerca, el policlínico, los servicios comerciales y los centros de recreación están cerca. Esta es la concepción con que se desarrolla la comunidad. Es una comunidad cien por ciento proletaria».

## Alamar hoy

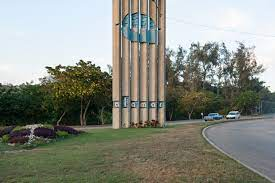
Entrada a Alamar. Habana del Este, 2010

Alamar está  constituido por zonas: Alturas de Alamar, el Olimpo y Residencial Alamar (Zonas 6, 7, 8, 9, 10 y 11), Alamar Playa – Antiguamente, “Costa Azul de Alamar”  (Zonas 1, 2, 3, 4, 5, 24 y 25), Alamar Este (Zonas 12, 13, 14, 15, 16, 17, 18, 19, 20, 21, 23 y Micro X). Las “zonas” del barrio están dispuestas sin ningún orden en particular, y los bloques de apartamentos también están colocados al azar. 
El espacio territorial que ocupa es esencialmente rural porque la mayor parte del mismo corresponde con esas características; sin embargo, resulta interesante que lo más representativo de ese territorio no es el campo, sino los núcleos urbanos existentes que, aunque ocupan un espacio reducido, tienen un gran desarrollo urbanístico y arquitectónico y una alta densidad demográfica. 
Alamar, como localidad, es un conjunto urbano dividido en 3 consejos populares, dos microdistritos habitacionales y uno industrial. Treinta zonas de viviendas con 15,2 km² y más de 100 mil habitantes. Es el núcleo urbano de mayor población del municipio. 
Es el centro administrativo del municipio, ya que es sede del Gobierno Municipal, PCC, UJC, y de las direcciones municipales de los CDR, FMC, CTC, ACRC y direcciones administrativas del Poder Popular.
Alamar también alberga el Organopónico Vivero Alamar, una cooperativa de la UBPC que produce vegetales y plantas medicinales de cultivo orgánico. Originalmente creada durante el "Período Especial" después del colapso de la Unión Soviética, la granja ha crecido a 10,4 hectáreas y emplea a muchos, en particular a personas de la tercera edad, de la comunidad local.
La cooperativa recibe con frecuencia a visitantes internacionales y es el tema del documental Tierralismo, dirigido por Alejandro Ramírez Anderson.

## Escena hip-hop
Alamar es uno de los muchos barrios en Cuba que alberga una creciente escena Hip-Hop. Ubicada en la periferia de La Habana, Alamar se identificó con el movimiento Hip-Hop de Cuba a gran escala cuando fue sede del primer festival anual de rap en 1995. A menudo conocida como la "casa del rap cubano", Alamar es conocido especialmente por sus peñas frecuentes, o lugares de múltiples artistas, que son aún más comunes durante el festival de rap cada año. Según Reebee Garofalo y Deborah Pacini Hernández, autoras de The Emergence of Rap Cubano: An Historical Perspective
"el festival de Alamar también ha estimulado festivales de rap y conciertos en otras partes de La Habana, generalmente en centros culturales locales. Sin embargo, el Este de La Habana se ha mantenido como el bastión del rap, y el festival de rap de Alamar sigue siendo el más importante".

## Estudio geográfico

### Límites
- Norte: Estrecho de La Florida
- Sur: Guanabacoa
- Este: Río “Bacuranao”
- Oeste: Río Cojímar

### Clima
Al presentar como límite norte las aguas del Estrecho de La Florida, posee un clima influido por la acción del mar, cuya temperatura media anual es de 28 grados centígrados, las precipitaciones medias anuales de 1 200 mm y con una humedad promedio anual relativa de 75%.

### Fauna
Casi no se han efectuado investigaciones zoogeográficas propiamente dichas, ni estudio de la distribución especial de las distintas especies animales. Su fauna está comprendida dentro de la clasificación de animales mesófilos representados por gran cantidad de insectos como la hormiga, termitas, cucarachas, pulgones, abejones, mariposas, etc. También existen escorpiones en abundancia. Entre los vertebrados predominan los lagartos y aves insectívoras.   

### Geología y relieve
Alamar es parte de una estructura geológica denominada anticlinal Habana-Matanzas, formada por rocas de variada litología y edad, las rocas más jóvenes, de edad cuartenaria, son calizas coralinas cavernosas y porosas que afloran a lo largo de la costa, dando un microrelieve típico conocido como diente de perro. 

### Suelos
Los principales suelos de Alamar son: Ferralítico rojo. Pardo con carbonatado. Fersialítico pardo-rojizo. En su mayoría los suelos son erosivos o presentan un pequeño espesor. 

### Vegetación
La vegetación natural ha desaparecido en su mayor parte, sin embargo, presenta lagunas, localidades con vegetación endémica notable. 

### Hidrología
Las aguas subterráneas, propias de rocosas calizas del neógeno, son relativamente escasas. Actualmente, el territorio cuenta con el abastecimiento de agua de “El gato”, esto ha podido resolver en la medida de las posibilidades, la siempre creciente demanda del municipio.

## Fuente
- Alamar en La Habana del Este
- https://cubaenlamemoria.wordpress.com/2016/02/29/alamar/
- http://www.newtowninstitute.org/spip.php?rubrique128
- https://vimeo.com/203657574 Documental City of the future (Ciudad del Futuro) - Damian Bandin / Karin Losert
- https://www.e-flux.com/journal/68/60675/alamar-an-oblique-approach/

- Datos: Q4705825
- Multimedia: Alamar district / Q4705825